# Harry Wilde
Harry Wilde (* 16. Juli 1899 in Zwickau; † 22. Februar 1978 in Hohenbrunn bei München; eigentlich Harry Paul Schulze, daher auch als Harry Schulze-Wilde bezeichnet; weitere Pseudonyme: Harry Schulze-Hegner, H. S. Hegner) war ein deutscher Journalist und Schriftsteller.

## Leben und Wirken

### Jugend und Weimarer Republik (1899 bis 1933)
Harry Schulze war ein Sohn des evangelischen Metzgers und Gastwirts Paul Schulze (1870–1937) und der Wäscherin Klara Hegner (1875–1947). Nach einer kaufmännischen Lehre nahm Schulze am Ersten Weltkrieg teil. Nach dem Krieg verdiente er seinen Lebensunterhalt mit den verschiedensten Berufen. Um 1920 trat er in Weimar und Erfurt als Stadt- und Museumsführer sowie als Jugendverbandsleiter erstmals an die Öffentlichkeit. Als begeisterter Anhänger der Bündischen Jugend schloss er sich den „Inflationsheiligen“ Friedrich Muck-Lamberty und Ludwig Christian Haeusser an. Im Jahre 1920 hielt er als „Harry Schulze-Hegner“ seinen ersten Vortrag über Das Banner der deutschen Arbeiterjugend. Um 1922/23 war er unter anderem mit Theodor Plievier befreundet, mit dem zusammen er die Gruppe der Christrevolutionäre leitete. Danach begab er sich auf Wanderschaft. In Hamburg fand er – nach einem Abenteuer mit einem Bauarbeiter – Anschluss an Walter Serno und Werner Helwig. Danach stand er in Düsseldorf als Schauspieler auf der Bühne der Jungen Aktion. Er arbeitete auch als Schauspieler bei Erwin Piscator. 1926 begann Schulze, der bis 1932 der Kommunistischen Partei Deutschlands angehörte, als Journalist für die linke Presse zu arbeiten. Ab 1928 konzentrierte er sich darauf, Plievier als Privatsekretär und Ghostwriter zu unterstützen. Im Dezember 1928 nahm die Freundschaft mit Golo Mann ihren Anfang, die im Frühjahr 1932 – auf gemeinsamen Wanderungen durch den Odenwald – ihren Höhepunkt erreichte.

### NS-Zeit und Emigration (1933 bis 1947)
Nach dem Reichstagsbrand (27. Februar 1933) wurde er verhaftet und verhört. Nach seinen Angaben nutzte er die unerwartete Entlassung zu Flucht. Über Dresden – wo er von einer Tante Ludwig Renns erwartet wurde – reiste er nach Wien und Prag. Peter Becher und Sigrid Canz zufolge gelang es ihm, obwohl „bereits verhaftet“ in Berlin einen Personenzug zu besteigen, der ihn in Grenznähe brachte. Dort sei es ihm gelungen, sich mit gestohlenen Katalogen und Bestellscheinen als Repräsentant einer Radiofirma ausgebend und von einem ortskundigen Sozialdemokraten geführt, im Erzgebirge über die Grüne Grenze in die Tschechoslowakei zu entkommen. In Prag nahm er Fühlung zur Moskauer Komintern um Johannes R. Becher und Willi Münzenberg auf. Diese gaben ihm wahrscheinlich den Auftrag in Amsterdam Nachforschungen über Marinus van der Lubbe anzustellen, den sie fälschlicherweise für einen homosexuellen Erfüllungsgehilfen Ernst Röhms und anderer NS-Größen hielten. In Amsterdam erlebte er eine tiefe achtmonatige Freundschaft mit Jef Last. Mit ihm zusammen verfasste er den van-der-Lubbe-Roman Kruisgang der Jeugd (1939), der sich weit von gegebenen Klischeevorstellungen Münzenbergs und anderer Braunbuch-Autoren entfernte. Er gehörte auch zum engeren Zirkel um Klaus Mann, mit dem er einige sexuelle und erotische Erlebnisse teilte. Dieser vermerkt zum 7. Januar 1935, dass er sich in Lasts Zimmer mit „einem sehr lieben Kind“ getroffen habe, und setzt hinzu: „Das Netteste seit langem.“ Im Mai 1938 wurde er im Deutschen Reich ausgebürgert. Insgesamt lebte Wilde in diesen Jahren nacheinander in Österreich, Frankreich, Holland, Belgien (1936), Luxemburg (1937), erneut in Frankreich, wo er 1940 in das südfranzösische Internierungslager Camp de Gurs gebracht wurde, bevor er 1942 aus dem deutschbesetzten Frankreich in die Schweiz entkommen konnte. Nach dem Krieg fasste er seine im Lager gemachten sozialpsychologischen Erfahrungen in einer kleinen Schrift zusammen, in der er zugleich Ratschläge für die Einrichtung sozialer Notlager in der Nachkriegszeit geben wollte. Hierin trennt er scharf zwischen vorübergehender Lagerhomosexualität (heute: Situative Homosexualität) und angeborener Homosexualität, die er als unheilbare „Triebabweichung“ bezeichnet.

### Spätere Jahre (1947 bis 1978)
Nach seiner Rückkehr nach Deutschland gründete Wilde 1947 in München die Zeitschrift Echo der Woche und 1948 mit Rolf Kauka  die Münchener Verlagsbuchhandlung Harry Schulze-Wilde & Co., die vorwiegend Kriminalliteratur vertrieb. Für den Rowohlt Verlag verfasst er als Harry Wilde eine Reihe von Bildbiographien. In seiner 1971 erschienenen rororo-Monographie über Walther Rathenau deutet er dessen unterdrückte homosexuellen Neigungen als Schlüssel zur Gesamtpersönlichkeit. Aus diesem Grund ließ der Verlag die zweite Auflage von einem anderen Verfasser erstellen, der alle Ergebnisse Wildes ignorierte. Sein Werk Das Schicksal der Verfemten (1969) stellt die erste literarische Auseinandersetzung mit der Homosexuellenverfolgung durch die Nationalsozialisten dar. Das Werk Die Reichskanzlei, 1933-1945 bietet einen feuilletonistischen Überblick über diese Zeit deutscher Geschichte. Privat lebte er zurückgezogen zusammen mit Plieviers Familie, der Witwe Margret Plievier und Plieviers Tochter Cordelia, sowie mit seinem „Chauffeur“ Joachim Klose. Sein letztes Werk über die Inflationsheiligen der Weimarer Republik konnte er nicht abschließen und übergab kurz vor seinem Tod die von Plievier geerbten Materialien Ulrich Linse, der sie zur Monographie Barfüßige Propheten (1983) verarbeitet.

## Bewertung und Kritik
Wildes historische Darstellungen und Biographien können einerseits den Vorzug für sich in Anspruch nehmen, in einem journalistisch-flüssigen Stil geschrieben und so auch für einen Personenkreis aus Nicht-Fachleuten gut lesbar und leicht verständlich zu sein. Seine Berichte über die geschichtlichen Ereignisse der 1920er und 1930er Jahre besitzen außerdem insofern ein hohes Maß an Unmittelbarkeit und Authentizität, als sie aus der Warte eines Mannes verfasst sind, der die beschriebenen Vorgänge als Zeitzeuge selbst miterlebte und sie nicht bloß aus geschriebenen Quellen und Erzählungen Dritter rekonstruiert; zumal Wilde für sich in Anspruch nehmen kann, dass er das politische Geschehen über das er in der Rückschau berichtet, zu der Zeit als es sich abspielte aufgrund seines Berufs als Journalist wirklich bewusst verfolgt zu haben. Wilde kann die häufig reflektierten Ereignisse der Zeit von 1919 bis 1945 somit wie relativ wenige Autoren von der Grundlage direkten persönlichen Miterlebens nacherzählen und durch das Wissen eines gut informierten Journalisten anreichern.
Andererseits neigt Wilde bei seinen historischen Schilderungen dazu, sich nicht kritisch mit seinen Quellen auseinanderzusetzen, und vieles, was er als Journalist in Weimar und später in der Emigration dem Hörensagen nach oder als Gerücht erfuhr, ungeprüft als gesichertes Wissen in seine Geschichtsdarstellungen zu übernehmen. Eine zeitgenössische Rezension der 1960er Jahre brachte dies auf die Formel: „Wo die tatsächliche Geschichte aufhört und wo die Geschichten des Autors Hegner (alias Schulze-Wilde) anfangen“, vermöge „kein Leser zu sagen“.

## Schriften
- Führer durch Mitteldeutschland (Thüringen und seine Grenzgebiete). Mit einer Übersichtskarte, 1923. (veröffentlicht unter dem Namen Harry Schulze-Hegner)
- Führer für die wandernde Jugend, 1924
- Politische Geheimbünde im Völkergeschehen, 1932 (mit Eugen Lennhoff)
- Sozialpsychologische Erfahrungen aus dem Lagerleben, 1946.
- Die Machtergreifung. Ein Bericht über die Technik des nationalsozialistischen Staatsstreichs, 1958. (zusammen mit Hans-Otto Meissner)
- Der politische Mord, 1962.
- China. Schicksal unserer Kinder, 1963.
- Theodor Plievier. Nullpunkt der Freiheit, 1965.
- Die Reichskanzlei, 1933-1945. Anfang und Ende des Dritten Reiches, 1959. (veröffentlicht unter dem Namen H. S. Hegner)
- Politische Morde unserer Zeit, 1966.
- Leo Trotzki in Selbstzeugnissen und Bilddokumenten. Rowohlt, Reinbek bei Hamburg 1969, ISBN 3-499-50157-0.
- Von der Negersklaverei zur Black-Power-Bewegung, 1969.
- Der wahre Sieger: Die russische Revolution und Leo Trotzki
- Das Schicksal der Verfemten: Die Verfolgung der Homosexuellen im „Dritten Reich“ und ihre Stellung in der heutigen Gesellschaft, 1969.
- Rosa Luxemburg, Ich war - ich bin - ich werde sein, Molden, Wien 1970
- Walther Rathenau in Selbstzeugnissen und Bilddokumenten, 1971.